# Komiža

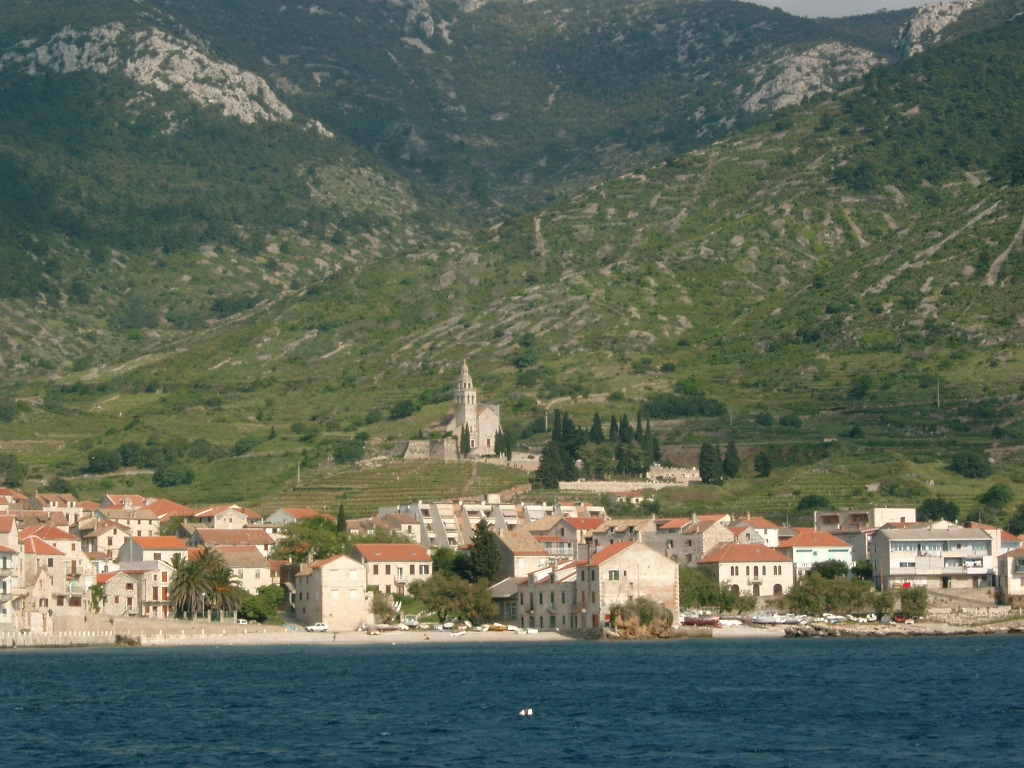
Komiža

Komiža é uma comuna que fica na ilha de Vis no mar Adriático, Croácia.
A população de Komiza cedo se dedicou à pesca, nomeadamente à pesca da sardinha, e no século XIX desenvolveu um tipo de barco espeficico; a Gajeta falkusa, no qual iam até à ilha de Palagruza em busca das sardinhas.